# 그랑당스주

그랑당스 주의 위치

그랑당스주(프랑스어: Grand'Anse, 아이티어: Grandans 그란단스)는 아이티 남서부에 위치한 주로 주도는 제레미이며 면적은 1,912km2, 인구는 337,516명(2003년 기준)이다.
동쪽으로는 니프 주, 남쪽으로는 남동부 주와 접한다. 3개 구를 관할한다.